# Javnik
Javnik este o localitate din comuna Podvelka, Slovenia, cu o populație de 181 de locuitori.